# 仏教心理学
仏教心理学（ぶっきょうしんりがく、英: Buddhist Psychology）は、仏教の教義を西洋心理学の立場から解釈、或いは心理療法に、仏教における心の捉え方を活用させる学問分野。応用仏教学の1つ。

## 経緯
そもそも仏教は心を観察（念、心念処）し、集中した平安な状態（定・禅定）を継続させることを目的の1つとする。
釈尊滅後は、アビダルマとして、解釈が為され高度体系化し、大乗仏教でも唯識として体系化された。
また、中国で発達した禅は、己の心を見つめることに専心し、士大夫や日本の武士階級を中心に実践された。
近代になると、井上円了が哲学館（現、東洋大学）で仏教心理学を講義したほか、森田正馬が森田療法を、吉本伊信が浄土真宗の身調べを基に内観療法を創始した。

### 鈴木大拙以後
20世紀初頭、釈宗演・鈴木大拙が欧米で禅を紹介。知識人を中心に反響を得、行き詰まりを感じていた心理療法界に東洋思想を導入する動きが見られるようになった。
カール・グスタフ・ユングは鈴木の著作に序文を寄せ、フロイト派のエーリヒ・フロムは、鈴木と共に国際会議を開いて1959年に『禅と精神分析』を刊行、その翌年にアラン・ワッツが『心理療法東と西』を刊行し、当領域の基礎的著作として位置づけられた。
同時に、鈴木俊隆らによる禅の布教、ベトナム僧の亡命、チベット僧の亡命、ケネディが東南アジアに派遣した平和部隊の隊員が現地で身に付けたヴィパッサナー瞑想など、これら様々な仏教瞑想が伝わり、心理療法への応用が試みられた。
1977年には、アメリカ精神医学協会が、瞑想の精神医学的治療の代用の可能性を認め、1979年には、韓国の禅僧に師事したジョン・カバット・ジンがヴィパッサナー瞑想とハタ・ヨーガを組み合わせたマインドフルネスストレス低減法の治療センターを、マサチューセッツ医学大学院に設置、後にマインドフルネス認知療法として発展した。

### 日本の状況
日本では、これらの動きに呼応し、仏教教義を心理学として捉え直す活動が起き、1962年には大谷大学の佐々木現順がアビダルマを対象に、初めて「仏教心理学」で博士論文を執筆、河合隼雄や曹洞宗寺院の出身である秋山さと子がユングと禅の関係について日本に紹介、龍谷大学教授の西光義敞が真宗カウンセリングを創始したほか、坐禅や瞑想が脳や身体にもたらす影響についての医学面から見た実験が盛んに行われた。
その後、ヴィパッサナーやサマタの瞑想を行う上座部仏教、チベット仏教の瞑想指導者が日本国内でも、布教を始めたことにより、これら南方上座部瞑想に親しむグループが誕生し、日本でも瞑想を受け入れる余地が出来つつあった。
しかし、1995年に起こった一連のオウム真理教事件により、宗教全般がタブーとなり、これらの瞑想ブームは下火になった。
その後、徐々に宗教忌避感が薄れ、1998年には『季刊仏教』で仏教心理学が特集され、2006年には、高野山大学にスピリチュアルケア学科が、2008年には、日本仏教心理学会が創設、2013年にはマインドフルネス学会が創設された。
その後、マインドフルネスが医療系と自己開発・ヨーガ系に分かれて発展していった結果、効果や軍事への応用といった負の側面についても検証が成されるようになった。

### 仏教関係心理療法
- 内観療法
- 森田療法
- 真宗カウンセリング
- マインドフルネスストレス低減法
- マインドフルネス認知療法
- アクセプタンス&コミットメント・セラピー

## 関連文献
- 『仏教心理学講義』（井上円了著、哲学館、1898年）
- 鈴木大拙; エーリッヒ・フロム; リチャード・デマルティーノ 著、佐藤幸治ほか 訳『禅と精神分析』東京創元社〈現代社会科学叢書〉、1960年11月15日。NDLJP:2968362。(要登録)
- 『心理療法 東と西 - 道の遊び』（アラン・ワッツ著、滝野功訳、誠信書房、1985年）
- 『生命力がよみがえる瞑想健康法 - “こころ"と“からだ"のリフレッシュ』（ジョン・カバット・ジン著、春木豊訳、実務教育出版、1993年）
→『マインドフルネスストレス低減法』（北大路書房、2007年）
- 『心理療法としての仏教 -禅・瞑想・仏教への心理学的アプローチ』（安藤治著、法蔵館、2003年）
- 『マインドフルネス・瞑想・坐禅の脳科学と精神療法』（貝谷久宣、熊野宏昭編、新興医学出版社、2007年）
- 『仏教心理学キーワード事典』（井上ウィマラ、葛西賢太、加藤博己共編、春秋社、2012年）
- 『マインドフルネス入門講義』（大谷彰著、金剛出版、2015年）
- 『仏典とマインドフルネス -負の反応とその対処法-』（蓑輪顕量編、臨川書店、2021年）
- 『仏教心理学入門』（千石真理編、晃洋書房、2024年）

### 雑誌
- 『季刊 仏教』45号「特集：仏教心理学」（法藏館、1998年）
- 『日本仏教心理学会誌』1号-（日本仏教心理学会、2010年）

### 博士論文
- 『仏教心理学の研究』（佐々木現順著、大谷大学、1962年）
- 『精神統御に対する調息の効果についての心理学的研究』（安東末廣著、駒澤大学、1978年）
- 『カウンセリングにおける禅心理学的研究-韓国人の心理学的構造の見地から-』（李光濬著、駒澤大学、1991年）
- 『禅瞑想の生理心理学的考察』（谷口泰富著、駒澤大学、1996年）
- 『禅暝想と時間体験に関する心理学的研究』（茅原正、駒澤大学、1998年）

### 科研費
- 「仏教学・心理学・脳科学の協同による止観とマインドフルネスに関する実証的研究」（挑戦的研究(開拓)、2018-2021年、蓑輪顕量、東京大学）